# Grand Prix van Buenos Aires 1948
De Grand Prix van Buenos Aires 1948 was een autorace die werd gehouden op 17 januari 1948 op Palermo in Buenos Aires.

## Uitslag
| Positie | Rijder               | Team       | Ronden | Tijd/Opgave |
| ------- | -------------------- | ---------- | ------ | ----------- |
| 1       | Luigi Villoresi      | Maserati   | 25     | 1:11:46.6   |
| 2       | Chico Landi          | Alfa Romeo | 25     | +38.0       |
| 3       | Andres Fernández     | Maserati   | 24     | +1 ronde    |
| 4       | Arialdo Ruggeri      | Maserati   | 24     | +1 ronde    |
| 5       | Victorio Rosa        | Maserati   | 23     | +2 ronden   |
| 6       | "Raph"               | Maserati   | 21     | +4 ronden   |
| NF      | Oscar Alfredo Gálvez | Alfa Romeo | 7      |             |
| NF      | Juan Manuel Fangio   | Maserati   | 4      |             |
| NF      | Italo Bizio          | Alfa Romeo | 3      |             |
| NF      | Giuseppe Farina      | Maserati   | 3      |             |
| NF      | Achille Varzi        | Alfa Romeo | 2      |             |
| NF      | Enrico Platé         | Maserati   | 2      |             |
| NS      | Pascual Puopolo      | Maserati   |        |             |
| NS      | Jean-Pierre Wimille  | Alfa Romeo |        |             |
| NS      | Eitel Cantoni        | Maserati   |        |             |
| NS      | Gabriele Besana      | Ferrari    |        |             |